# Amphitethya stipitata
Amphitethya stipitata är en svampdjursart som först beskrevs av Carter 1886.  Amphitethya stipitata ingår i släktet Amphitethya och familjen Tetillidae.
Artens utbredningsområde är Sydaustralien. Inga underarter finns listade i Catalogue of Life.